# Théorème de Birch
Pour les articles homonymes, voir Birch.
En mathématiques, le théorème de Birch, démontré par Bryan Birch, est un énoncé sur la représentabilité de 0 par des polynômes homogènes de degrés impairs.

## Énoncé
Soient K un corps de nombres, l un entier naturel et r1, … ,rk des entiers naturels impairs. Il existe un nombre ψ(r1, … ,rk, l, K) tel que pour tous polynômes homogènes en n variables f1, … , fk à coefficients dans K, de degrés respectifs r1, … ,rk, si n ≥ ψ(r1, … ,rk, l, K), alors il existe un sous-espace vectoriel de dimension l de Kn sur lequel f1, … , fk s'annulent tous.

## Remarques
La démonstration se fait par récurrence sur max(r1, … ,rk).
Une étape essentielle est de prouver, en appliquant la méthode du cercle de Hardy-Littlewood, que si r est impair alors, pour n assez grand et pour tous entiers relatifs c1, … , cn, l'équation c1x1r +  … + cnxnr = 0 possède une solution entière non triviale, c'est-à-dire constituée d'entiers relatifs x1, … , xn non tous nuls.
La condition « r impair » est indispensable puisqu'une forme de degré pair peut ne s'annuler qu'en 0 : par exemple une forme quadratique définie positive.